# Doug O'Brien
Doug O'Brien (né le 16 février 1984 à Saint-Jean de Terre-Neuve, province de Terre-Neuve-et-Labrador au Canada) est un joueur professionnel canadien de hockey sur glace.

## Carrière de joueur
En 2000, il débute dans la Ligue de hockey junior majeur du Québec avec les Olympiques de Hull avec qui il remporte la Coupe du président 2003 et 2004. Il participe avec l'équipe LHJMQ au Défi ADT Canada-Russie en 2003. Il est choisi au cours du repêchage d'entrée 2003 dans la Ligue nationale de hockey par le Lightning de Tampa Bay en 6e ronde, en 192e position. Il passe professionnel en 2004 avec le club-école des Falcons de Springfield de la Ligue américaine de hockey. La saison suivante, il joue cinq matchs avec le Lightning dans la LNH. Le 27 février 2007, il est échangé aux Ducks d'Anaheim en retour de Joe Rullier. Il a porté les couleurs du Lukko Rauma en SM-Liiga lors de la saison 2007-2008,.

## Statistiques
| Saison    | Équipe                   | Ligue     |    | Saison régulière | Saison régulière | Saison régulière | Saison régulière | Saison régulière |    | Séries éliminatoires | Séries éliminatoires | Séries éliminatoires | Séries éliminatoires | Séries éliminatoires |
| Saison    | Équipe                   | Ligue     | PJ | B                | A                | Pts              | Pun              | PJ               | B  | A                    | Pts                  | Pun                  |                      |                      |
| 2000-2001 | Olympiques de Hull       | LHJMQ     | 47 | 1                | 6                | 7                | 16               | 5                | 0  | 1                    | 1                    | 0                    |                      |                      |
| 2001-2002 | Olympiques de Hull       | LHJMQ     | 46 | 1                | 5                | 6                | 36               | 12               | 0  | 0                    | 0                    | 14                   |                      |                      |
| 2002-2003 | Olympiques de Hull       | LHJMQ     | 71 | 10               | 34               | 44               | 102              | 19               | 3  | 12                   | 15                   | 18                   |                      |                      |
| 2003-2004 | Olympiques de Gatineau   | LHJMQ     | 66 | 17               | 46               | 63               | 146              | 15               | 1  | 8                    | 9                    | 16                   |                      |                      |
| 2004-2005 | Chiefs de Johnstown      | ECHL      | 3  | 0                | 0                | 0                | 2                | --               | -- | --                   | --                   | --                   |                      |                      |
| 2004-2005 | Falcons de Springfield   | LAH       | 74 | 4                | 13               | 17               | 76               | --               | -- | --                   | --                   | --                   |                      |                      |
| 2005-2006 | Falcons de Springfield   | LAH       | 74 | 7                | 25               | 32               | 70               | --               | -- | --                   | --                   | --                   |                      |                      |
| 2005-2006 | Lightning de Tampa Bay   | LNH       | 5  | 0                | 0                | 0                | 2                | --               | -- | --                   | --                   | --                   |                      |                      |
| 2006-2007 | Falcons de Springfield   | LAH       | 53 | 6                | 13               | 19               | 34               | --               | -- | --                   | --                   | --                   |                      |                      |
| 2006-2007 | Pirates de Portland      | LAH       | 22 | 0                | 6                | 6                | 19               | --               | -- | --                   | --                   | --                   |                      |                      |
| 2007-2008 | Lukko Rauma              | SM-liiga  | 39 | 5                | 4                | 9                | 51               | --               | -- | --                   | --                   | --                   |                      |                      |
| 2008-2009 | Everblades de la Floride | ECHL      | 56 | 7                | 18               | 25               | 130              | 9                | 2  | 6                    | 8                    | 12                   |                      |                      |
| 2008-2009 | Americans de Rochester   | LAH       | 12 | 0                | 2                | 2                | 8                | --               | -- | --                   | --                   | --                   |                      |                      |
| 2009-2010 | HC Lasselsberger Plzeň   | Extraliga | 44 | 1                | 3                | 4                | 94               | --               | -- | --                   | --                   | --                   |                      |                      |
| 2010-2011 | HC Sparta Prague         | Extraliga | 50 | 2                | 10               | 12               | 75               | 7                | 0  | 0                    | 0                    | 47                   |                      |                      |
| 2011-2012 | Corner Brook Royals      | NLSHL     | 23 | 7                | 15               | 22               | 94               | 4                | 1  | 0                    | 1                    | 2                    |                      |                      |
| 2012-2013 | Eastlink Cee Bee Stars   | NLSHL     | 7  | 2                | 3                | 5                | 28               | 6                | 3  | 4                    | 7                    | 27                   |                      |                      |
| 2013-2014 | Eastlink Cee Bee Stars   | NLSHL     | 15 | 4                | 3                | 7                | 89               | -                | -  | -                    | -                    | -                    |                      |                      |
| 2014-2015 | Clarenville Caribous     | NLSHL     | 15 | 2                | 7                | 9                | 79               | 4                | 0  | 1                    | 1                    | 20                   |                      |                      |

## Récompenses
- Ligue de hockey junior majeur du Québec
  - 2004 : élu dans la première équipe d'étoiles ;
  - 2004 : remporte le trophée Émile-Bouchard.
- Coupe Memorial
  - 2003 : élu dans la première équipe d'étoiles ;
  - 2004 : élu dans la première équipe d'étoiles ;
  - 2004 : remporte le trophée Ed Chynoweth.
- Ligue canadienne de hockey
  - 2004 : élu dans la seconde équipe d'étoiles.